# Alexander Strauch (Zoologe)

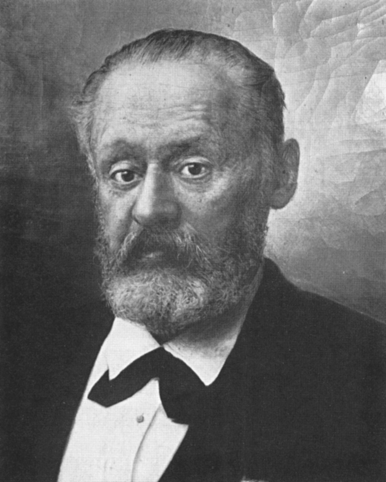
Alexander Strauch

Alexander Johann August Strauch (russisch Александр Александрович Штраух, * 1. Märzjul. / 13. März 1832greg. in Sankt Petersburg; † 14. Augustjul. / 26. August 1893greg. in Wiesbaden) war ein deutsch-russischer Zoologe.

## Leben und Wirken
Strauch wurde als Sohn eines Apothekers geboren und besuchte die Petrischule in Sankt Petersburg. Ab 1850 studierte er an der Medizinischen Fakultät der Kaiserlichen Universität Dorpat und wurde 1859 mit einer Arbeit zur Zoologie promoviert. Er nahm im selben Jahr die russische Staatsangehörigkeit an und ging auf eine Auslandsreise. Er besuchte alle bedeutenden zoologische Museen in Deutschland, Österreich und Frankreich, machte sich mit deren Struktur und Organisation bekannt und interessierte sich speziell für Sammlungen von Reptilien und Insekten. Anschließend reiste er nach Algerien und legte dort entomologische, ichthyologische und herpetologische Sammlungen an.

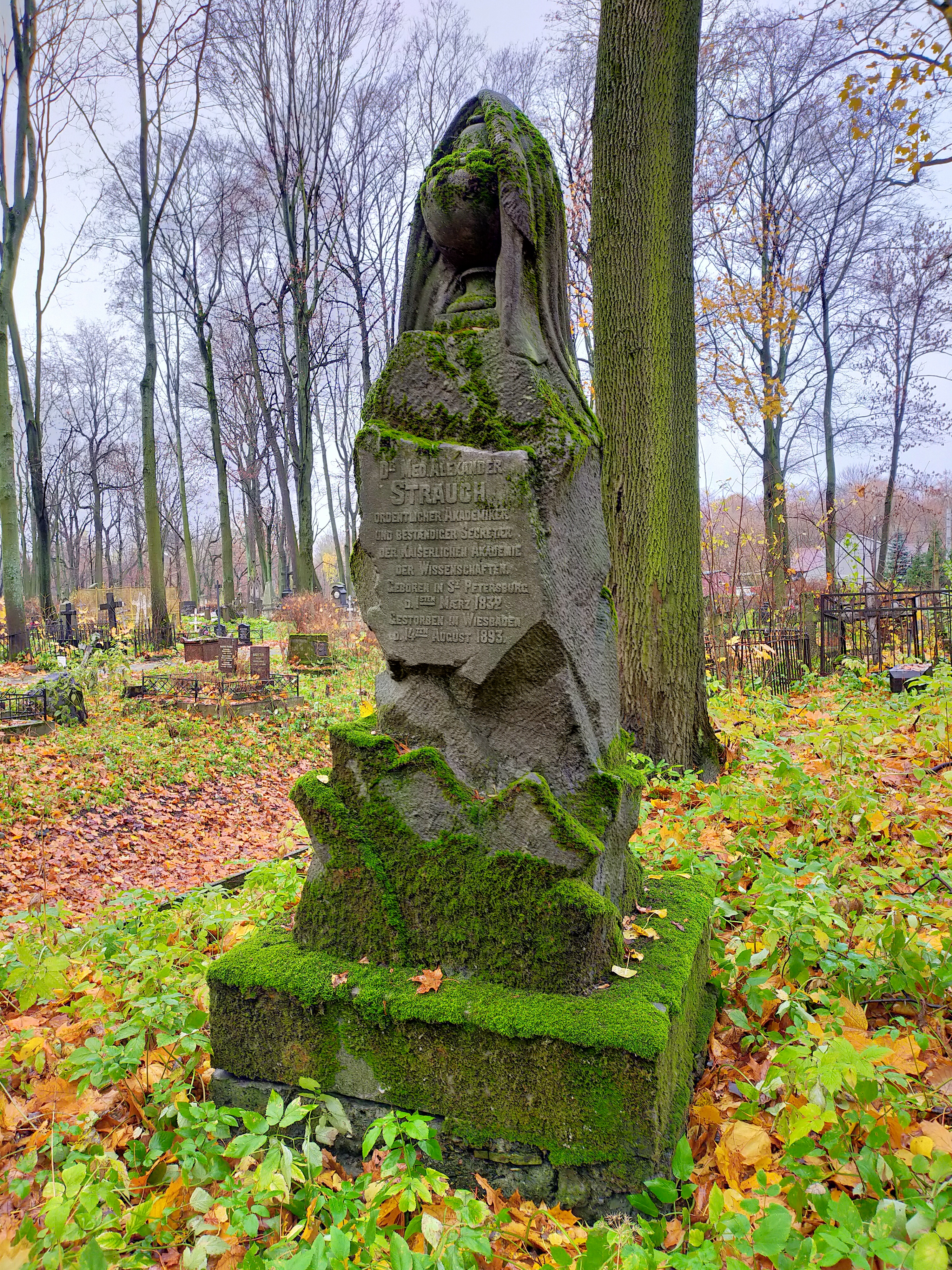
Grab von Alexander Strauch (1832–1893), Wolkowo-Friedhof, Sankt Petersburg.

Nach seiner Rückkehr nach Sankt Petersburg übergab er seine Sammlungen dem Zoologischen Museum der Kaiserlichen Akademie der Wissenschaften und wurde mit der Neuordnung einiger Abteilungen des Museums betraut. In Anerkennung seiner Leistung wurde er 1867 Adjunkt für Zoologie an der Akademie. In den folgenden Jahren reiste er mehrmals zwecks Erfüllung wissenschaftlicher Aufgaben ins Ausland. 1870 wurde er zum außerordentlichen und 1979 zum ordentlichen Mitglied der Kaiserlichen Akademie der Wissenschaften gewählt. Ab 1890 war er außerdem ständiger Sekretär der Akademie.
1879 wurde er Direktor des Zoologischen Museums in Sankt Petersburg, diesen Posten bekleidete er bis zu seinem Tod im Jahr 1893. Von 1879 bis 1890 hatte er eine leitende Stellung in der wissenschaftlichen Bibliothek der Akademie. Er war Mitglied zahlreicher russischer und ausländischer wissenschaftlicher Gesellschaften. Er war Ehrenmitglied der St. Petersburger Mineralogischen Gesellschaft und Mitglied der Moskauer Gesellschaft der Naturforscher. 1878 wurde er korrespondierendes Mitglied der Senckenberg Gesellschaft für Naturforschung und 1879 Ehrenmitglied der Zoological Society of London.
Sein zoologisches Spezialgebiet war die Herpetologie, also die Lehre und Kunde der Amphibien und Reptilien. Er verfasste zahlreiche wissenschaftliche Abhandlungen, vor allem in deutscher Sprache.

## Schriften (Auswahl)
- Alexandre Strauch: Catalogue systématique de tous les Coléoptères décrit dans les annales de la Société entomologique de France depuis 1832 jusqu'à 1859. (Systematischer Katalog aller Käfer, die in den Annalen der Société entomologique de France von 1832 bis 1859 beschrieben wurden). H.W. Schmidt, Halle 1861.
- Alexander Strauch: Chelonologische Studien, mit besonderer Beziehung auf die Schildkrötensammlung der Kaiserlichen Akademie der Wissenschaften zu St.-Petersburg. Kaiserliche Akademie der Wissenschaften, St. Petersburg 1862.
- Alexander Strauch: Die Vertheilung der Schildkröten über den Erdball. Ein zoogeographischer Versuch. Kaiserliche Akademie der Wissenschaften, St. Petersburg 1865.
- Alexander Strauch: Synopsis der gegenwärtig lebenden Crocodiliden nebst Bemerkungen über die im Zoologischen Museum der Kaiserlichen Akademie der Wissenschaften vorhandenen Repräsentanten dieser Familie. Kaiserliche Akademie der Wissenschaften, St. Petersburg 1866.
- Alexander Strauch: Synopsis der Viperiden, nebst Bemerkungen über die geographische Verbreitung dieser Giftschlangen-Familie. Kaiserliche Akademie der Wissenschaften, St. Petersburg 1869.
- Alexander Strauch: Revision der Salamandriden-Gattungen nebst Beschreibung einiger neuen oder weniger bekannten Arten dieser Familie. Kaiserliche Akademie der Wissenschaften, St. Petersburg 1870.
- Alexander Strauch: Die Schlangen des Russischen Reichs, in systematischer und zoogeographischer Beziehung. Kaiserliche Akademie der Wissenschaften, St. Petersburg 1873.